# Oberleinleiter

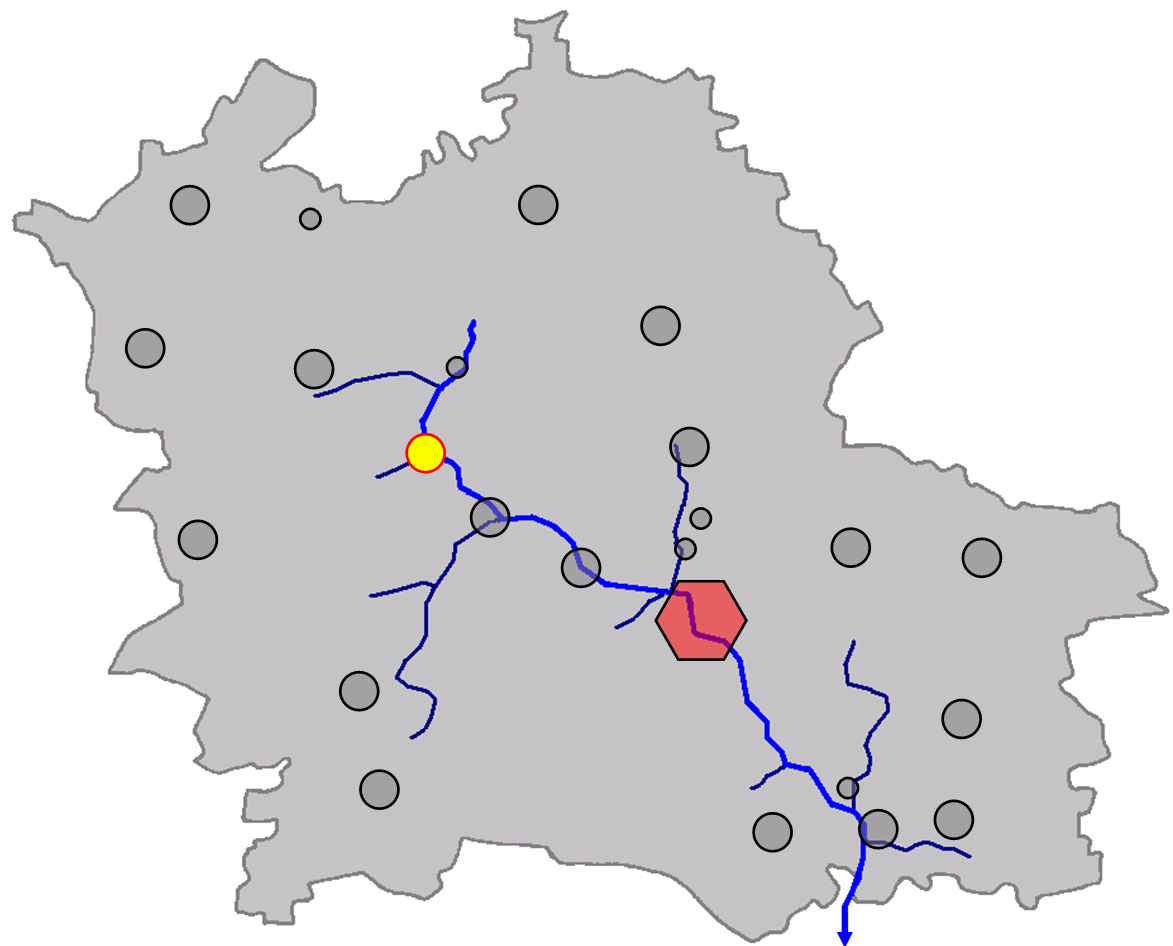
Lage von Oberleinleiter im Markt Heiligenstadt

Oberleinleiter ist ein Gemeindeteil des Marktes Heiligenstadt i.OFr. im oberfränkischen Landkreis Bamberg in Bayern.

## Geographie
Das überwiegend evangelische Dorf hat 164 Einwohner (Stand: 2017) und liegt in der Fränkischen Schweiz am Oberlauf der Leinleiter.
Die Talsohle des Dorfes liegt 386 Meter über dem Meer. Wahrzeichen des Dorfes ist der 520 Meter hohe Kreuzsteinfelsen, von dem aus man eine Rundsicht über die Flur bis zu den Dörfern des Bamberger Juras hat.

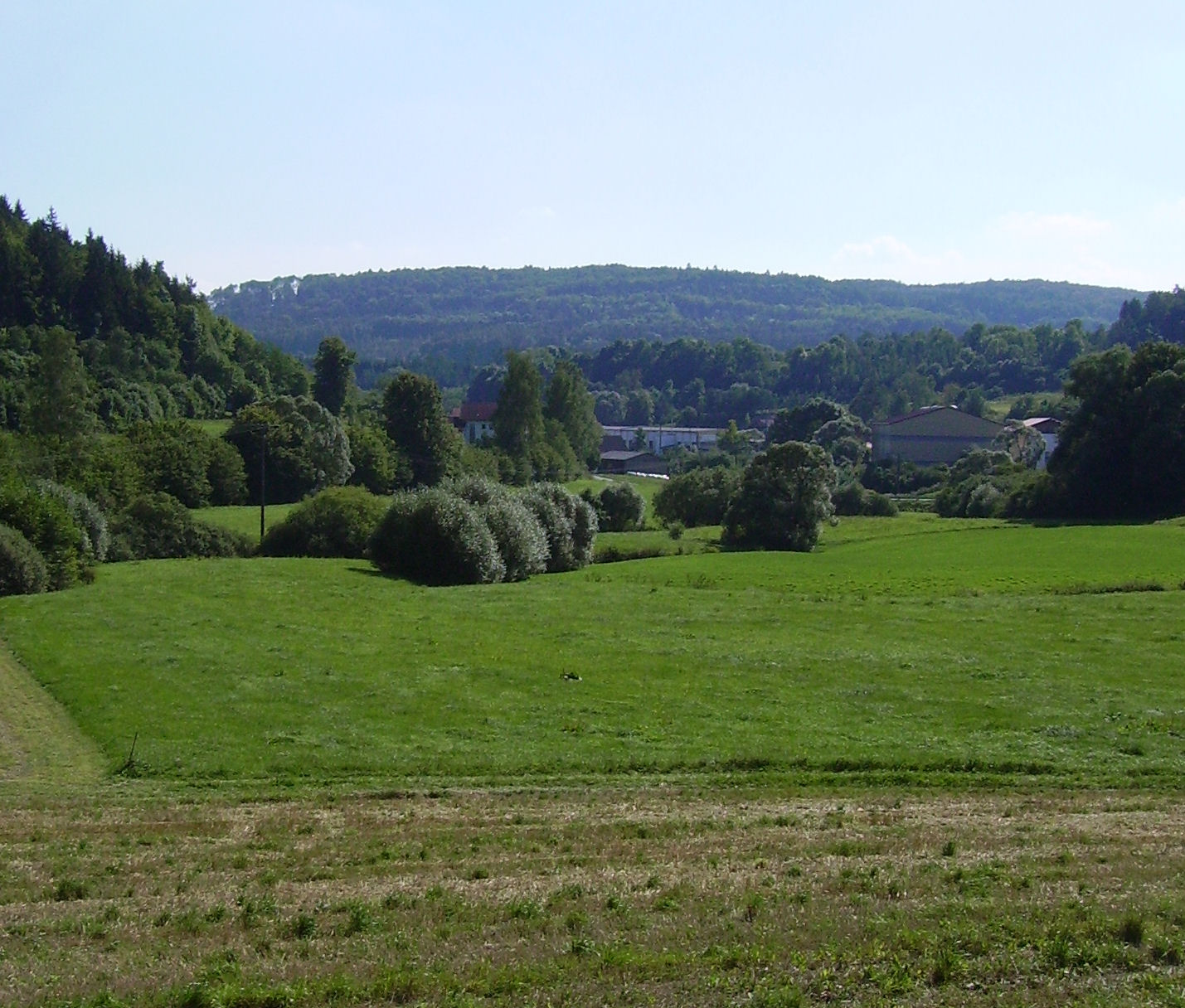
Ansicht von Norden
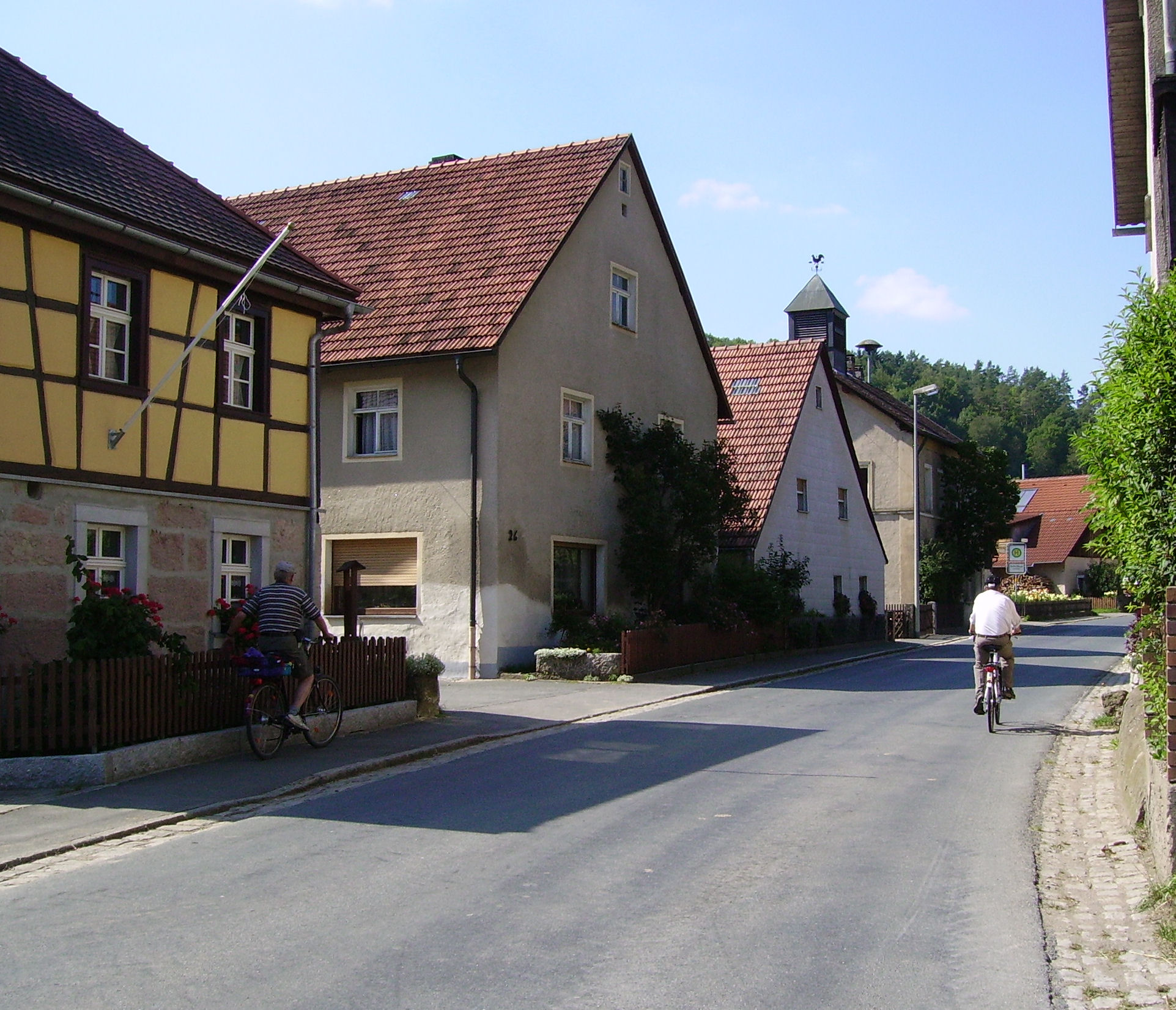
Durchgangsstraße
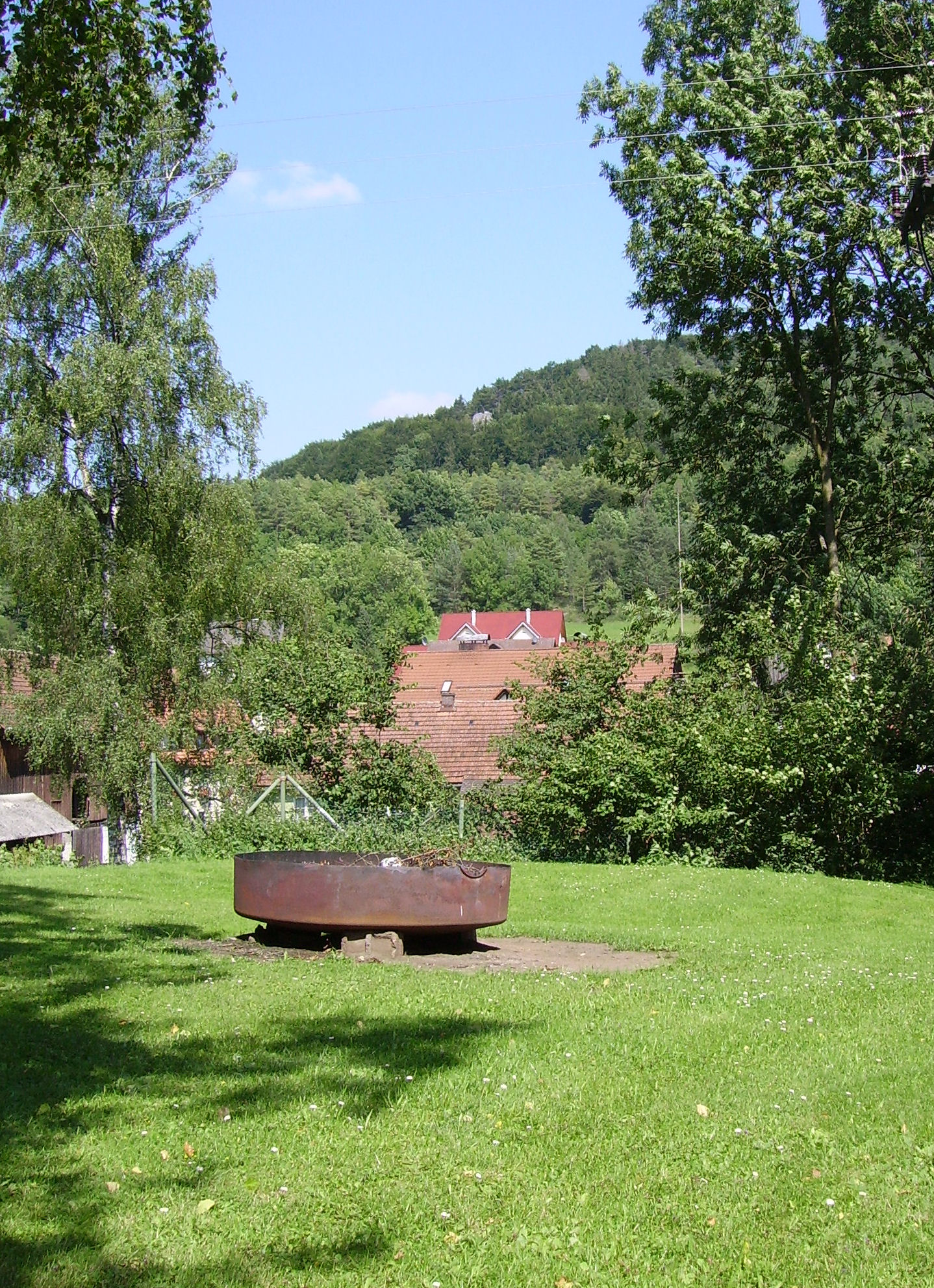
Ansicht von Süden
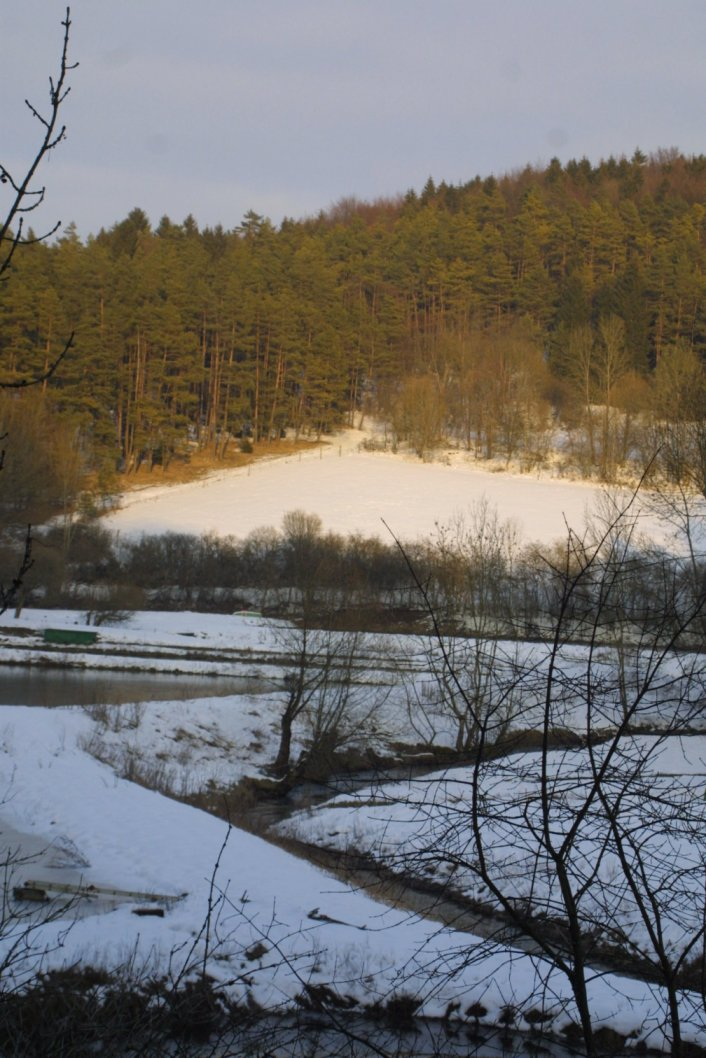
Leinleiter nahe Oberleinleiter

## Geschichte
Oberleinleiter wurde im Jahr 1343 zum ersten Mal urkundlich erwähnt, als Dieterich Ohs (Ochs) zu Obernlainlauter Güter in Dürrbrunn an den Domherrn Gunther von Aufseß in Bamberg verkaufte.
Oberleinleiter war ursprünglich teilweise freies Eigen der Streitberger. Etwa die Hälfte ging als Ritterlehen vom Hochstift Bamberg an Adelige und Bürger. Im Ort befand sich vermutlich eine mittelalterliche Turmhügelburg, am 17. Mai 1422 wurde vom Bischof von Bamberg „1 Selde auf dem Wall auf dem Graben, da zu dieser Zeit der Wildfeuer aufsitzt“ an Hiltpolt von Streitberg verliehen. Die Burg war also zu dieser Zeit schon zerstört, ihre Standort ist unbekannt. Nordnordwestlich unmittelbar über dem Ort liegt der frühmittelalterliche Ringwall Schwedenschanze. Am Ende der deutschen Monarchie waren die Herren von Stauffenberg die Ortsherren.
Am 1. Januar 1971 wurde Oberleinleiter in den Markt Heiligenstadt in Oberfranken eingegliedert.

### Alte Beschreibungen

#### Geographisches Lexikon (1799)
In Bundschuhs Geographischem Lexikon des Jahres 1799 wird Oberleinleiter folgendermaßen beschrieben:

„Oberleinleiter, ein zwischen zwei derbigen Anhöhen liegendes Dorf, eine Viertelstunde von Burggrub, welches vor einiger Zeit durch einen Wolkenbruch ganz zusammengeworfen und hierbei nebst mehrerem Vieh von verschiedener Gattung 10 Menschen ersäuft worden sind.“

Die hohe Gerichtsbarkeit gehörte dem Amt Ebermannstadt des Fürstentums Bamberg. Oberleinleiter hatte verschiedene Herrschaften. Die freiherrliche Familie Schenk von Stauffenberg übte die Dorfs- und Gemeindeherrschaft aus, die niedere Gerichtsbarkeit hatte jede Herrschaft auf ihren häuslichen Lehen.

„Der Ort gehört zur evangelischen Pfarrei Heiligenstadt und hat einen ziemlichen Wiesengrund, am meisten aber Ackerbau, wiewohl auf bergigen Anhöhen, doch ziemlich gut; Viehmastung, auch eine beträchtliche, zu dem Amte Streitberg gehörige Schäferei. Die Religion ist vermischt. Die Einwohner nähren sich vermittelst des Verschlusses von erzeugtem Getreide sehr gut. Der Hirtenstab ist zwischen dem Fürstentum Bamberg, dann der freiherrlich Schenk v. Stauffenbergischen Familie noch im Streit, der Zehnt aber nach Burggrub gehörig.“

#### Josef Heller (1829)
Der Bamberger Privatgelehrte Joseph Heller schrieb über das Muggendorfer Gebirge im Jahr 1829:

„Oberleinleiter (Oberlahnlatter), Bambergisch, konfessionell vermischt, liegt im Thale an der Leinleiter, hat 214 Einwohner; 2 Mühlen, 2 Gasthäuser, von welchen das obere sehr zu empfehlen ist. Am 9. September 1791 richtete ein Wolkenbruch daselbst großen Schaden an.
In der Nähe sind merkwürdig: der Ursprung der Leinleiter; die Quelle, der Tummler genannt, und der Berg Heroldstein, auf welchem ein Schloß gestanden sein soll.“

## Wirtschaft

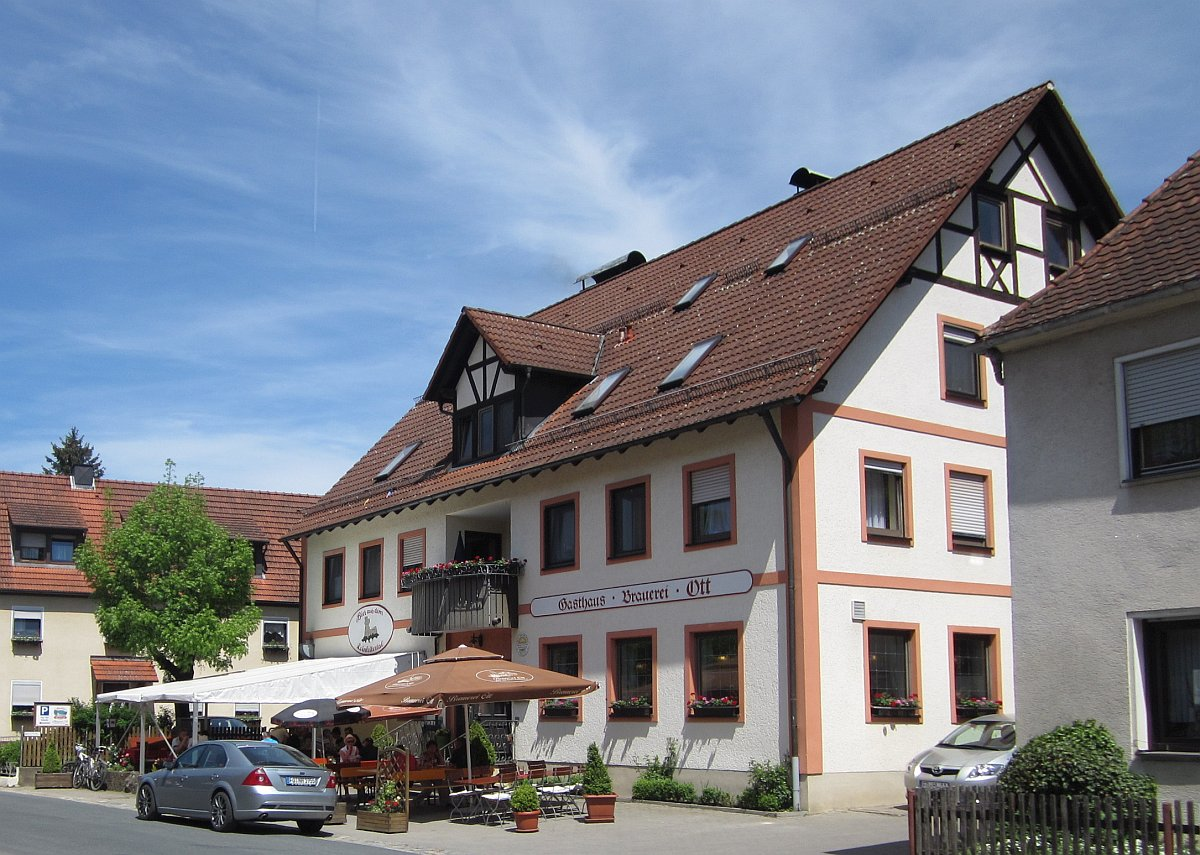
Brauerei Ott in Oberleinleiter

Die Brauerei Ott als eine der größten im Landkreis mit einem Ausstoß von etwa 8000 Hektolitern pro Jahr ist im Ort ansässig.